# Tlen.pl
Tlen.pl (oxygène en polonais) est un service de messagerie instantanée proposé par la société polonaise O2.pl. C'est le deuxième service de messagerie instantanée le plus utilisé en Pologne, derrière Gadu-Gadu, avec lequel il est d'ailleurs compatible.
Tlen.pl était basé sur le protocole Jabber/XMPP, mais il a dérivé et est devenu incompatible. Le logiciel est disponible dans sa version 5.50. Il permet, en plus de l'envoi de messages instantanés, l'échange de SMS et la visioconférence. Il existe de nombreux plug-in qui enrichissent ses fonctionnalités.